# San Moloc
Moloc, detto anche Moluag, Lughaidh o Luano (Irlanda, 530 circa – Rosemarkie, 25 giugno 592), è stato un monaco di origine irlandese, vescovo e missionario in Scozia.
È venerato come santo dalla Chiesa cattolica che lo commemora il 25 giugno. Era il patrono di Argyll (Scozia) ed era invocato contro le malattie mentali.

## Biografia
Moloc nacque in una famiglia nobile irlandese, e si fece monaco presso l'abbazia di Bangor studiando sotto san Comgall, che lo ribattezzò Moluag. Il suo nome alla nascita era Lughaidh, pronunciato Lua e adattato in diverse forme, fra cui l'italiano "Luano"; il nome Moluag deriva da Lua, con l'aggiunta del prefisso onorifico mo- e del suffisso affettivo -ag; Moluag è quindi stato adattato in vari modi, fra cui "Moloc".
Giunto in Scozia (secondo alcuni racconti, vi sarebbe arrivato salendo su uno scoglio, che si sarebbe mosso trasportandolo fino a Lismore), venne eletto vescovo e si dedicò all'evangelizzazione dei Pitti di Scozia, fondando monasteri a Lismore, Rosemarkie e Mortlach (oltre cento, secondo san Malachia). Morì per cause naturali il 25 giugno del 592 a Rosemarkie, sul Moray Firth.

## Culto

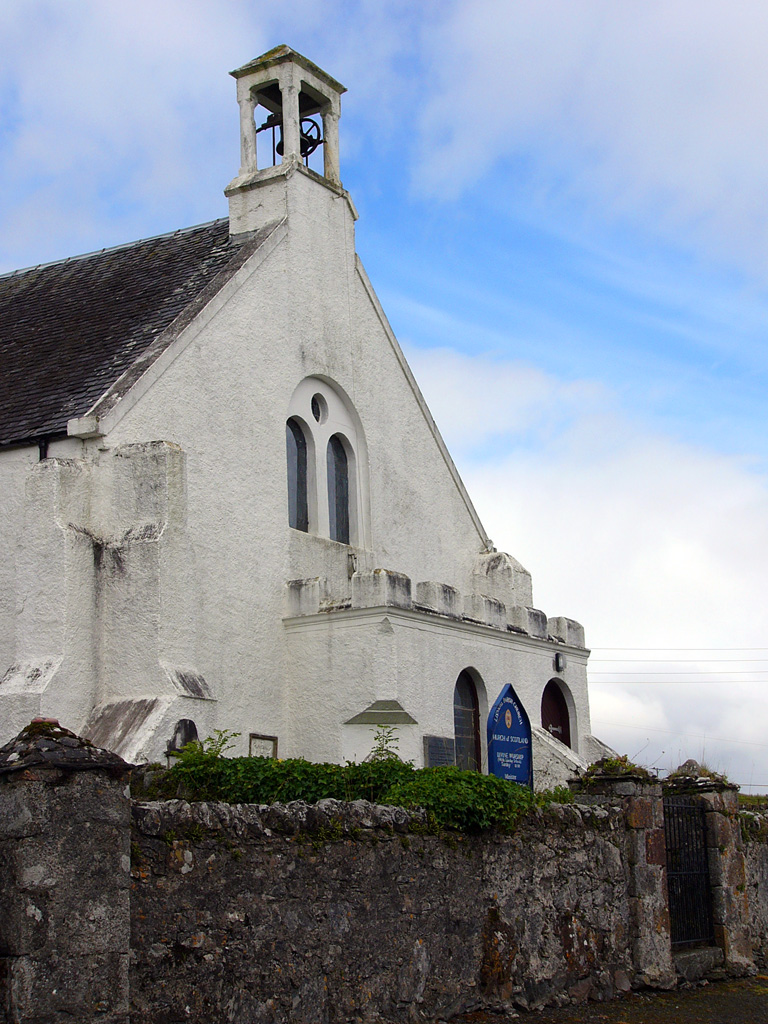
La cattedrale di san Moluag a Lismore

San Moloc era molto venerato in Irlanda e Scozia e, oltre alla cattedrale di Lismore, gli sono state dedicate chiese in diversi posti fra cui Clatt, Tarland, Mortlach, Alyth, Skye, Mull, Raasay, Tiree, Pabay e Lewis.
La canonizzazione ufficiale non è mai avvenuta (all'epoca non esisteva un procedimento ufficiale). La festività è stata ripristinata da Papa Leone XIII nel 1898.
È venerato principalmente a Lismore, nella cattedrale a lui dedicata dove riposano le sue spoglie; alcune sue reliquie sono venerate anche a Mortlach, in un monastero fondato da Malcolm II nel 1010 dopo una vittoria in battaglia contro i danesi attribuita alla sua intercessione.